# 5807 Mshatka
5807 Mshatka (1986 QA4) là một tiểu hành tinh vành đai chính được phát hiện ngày 30 tháng 8 năm 1986 bởi L. I. Chernykh ở Nauchnyj.